# Lussy-sur-Morges
Lussy-sur-Morges (hasta 1953 Lussy) es una comuna suiza del cantón de Vaud, situada en el distrito de Morges. Limita al norte con la comuna de Denens, al este con Lully, al sur con Saint-Prex, y al oeste con Villars-sous-Yens.
Hasta el 31 de diciembre de 2007 la comuna formó parte del círculo de Villars-sous-Yens.